# Funktor
Funktor je pojem z matematiky, konkrétněji z teorie kategorií. Jde o zobecnění pojmu zobrazení. Funktor přiřazuje objektům nějaké kategorie objekty jiné kategorie a morfismům kategorie morfismy jiné kategorie.

## Definice

Kategorie s objekty X, Y, Z a morfismy f, g, g ∘ f

Funktor musí zachovávat skládání morfismů a

Pro kategorie C a D je funktor F z C do D zobrazení, které
- přiřadí každému objektu {\displaystyle X\in C} objekt {\displaystyle F(X)\in D},
- přiřadí každému morfismu {\displaystyle f:X\rightarrow Y\in C} morfismus {\displaystyle F(f):F(X)\rightarrow F(Y)\in D}, tak, že je splněno
  - {\displaystyle F(\mathrm {id} _{X})=\mathrm {id} _{F(X)}} pro každý objekt {\displaystyle X\in C}
  - {\displaystyle F(g\circ f)=F(g)\circ F(f)} pro všechny morfismy {\displaystyle f:X\rightarrow Y} a {\displaystyle g:Y\rightarrow Z}.

Tj. funktory musí zachovávat identické morfismy a skládání morfismů.

## Kovariantní a kontravariantní funktor
V matematice existuje mnoho konstrukcí, které se chovají funktory, ale „obracejí morfismy“ a „přehazují pořadí skládání“. Proto definujeme kontravariantní funktor F z C do D jako zobrazení, které
- přiřadí každému objektu {\displaystyle X\in C} objekt {\displaystyle F(X)\in D},
- přiřazuje každému morfismus {\displaystyle f\colon X\to Y\in C} morfismus {\displaystyle F(f)\colon F(Y)\to F(X)\in D} takový, že platí následující dvě podmínky:
  - {\displaystyle F(\mathrm {id} _{X})=\mathrm {id} _{F(X)}\,\!} pro každý objekt {\displaystyle X\in C},
  - {\displaystyle F(g\circ f)=F(f)\circ F(g)} pro všechny morfismy {\displaystyle f\colon X\to Y} a {\displaystyle g\colon Y\to Z\in C}.

Variance (složeného) funktoru
- Složení dvou funktorů stejné variance:
  - {\displaystyle \mathrm {Covariant} \circ \mathrm {Covariant} \to \mathrm {Covariant} }
  - {\displaystyle \mathrm {Contravariant} \circ \mathrm {Contravariant} \to \mathrm {Covariant} }
- Složení dvou funktorů opačné variance:
  - {\displaystyle \mathrm {Covariant} \circ \mathrm {Contravariant} \to \mathrm {Contravariant} }

Všimněte si, že kontravariantní funktory obracejí směr skládání.
Obyčejné funktory se také nazývají kovariantní funktory pro rozlišení od kontravariantních funktorů. Všimněte si, že kontravariantní funktor je možné definovat jako kovariantní funktor na opačné kategorii {\displaystyle C^{\mathrm {op} }}. Někteří autoři preferují psaní všech výrazů kovariantně. To znamená, že neříkají, že {\displaystyle F\colon C\to D} je kontravariantní funktor, ale {\displaystyle F\colon C^{\mathrm {op} }\to D} (nebo někdy {\displaystyle F\colon C\to D^{\mathrm {op} }}) a {\displaystyle F} nazývají funktorem.
Kontravariantní funktory se někdy také nazývají kofunktory.
Výše uvedená definice je definice kovariantního funktoru. Kontravariantní funktor je takové zobrazení F, které morfismu {\displaystyle f:X\to Y} kategorie C přiřadí morfismus {\displaystyle F(f):F(Y)\to F(X)} v kategorii D a platí {\displaystyle F(f\circ g)=F(g)\circ F(f)}.